# Adina-Ioana Vălean
Adina-Ioana Vălean (Țintea, 1968. február 16. –) román politikus, a Nemzeti Liberális Párt tagja, európai parlamenti képviselő, majd 2019 és 2024 között az Európai Bizottság közlekedésért felelős biztosa.

## Pályafutása
1990-ben diplomázott a Bukaresti Egyetem Matematikai Karán, majd 1997-ig matematikatanárként dolgozott.

### Politikai pályafutása
1999-ben csatlakozott a Nemzeti Liberális Párthoz. 2004-től Románia parlamentjében volt képviselő.
2007. január 1-je, Románia európai uniós csatlakozása óta európai parlamenti képviselő volt az Európai Néppárt képviselőcsoportjában. 2010-ben konferenciát szervezett az EP-ben a kanadai Roșia Montană Gold Corporationnel a „fenntartható és felelős bányászatról”, ami miatt később el kellett határolódnia, mivel a cég verespatakon ciános technológiájú aranybányát kívánt nyitni. 2014 júliusától 2017 januárjáig az Európai Parlament alelnöke volt, majd az EP környezetvédelmi, közegészségügyi és élelmiszerbiztonsági bizottságának (ENVI) elnöke. 2019 áprilisában a Vote Watch EU listája szerint a 4. legbefolyásosabb (és egyben a legbefolyásosabb romániai) EP képviselő volt. 2019-ben az EP ipari, kutatási és energiaügyi bizottságának (ITRE) elnökévé választották. Az egyik legbefolyásosabb romániai európai parlamenti képviselőnek tartották.
2019. november 6-án Ludovic Orban miniszterelnök – Siegfried Mureșan mellett – jelölte az új Európai Bizottságba. Ursula von der Leyen elfogadta a jelölését, és a közlekedési portfóliót jelölte ki számára. Miután az Európai Parlament november 27-én támogatta az első Von der Leyen-bizottságot, 2019. december 1-jétől a Európai Bizottság közlekedésért felelős biztosa lett.

## Magánélete
Férje Crin Antonescu korábbi vezető liberális politikus.